# Moerani Bouzige
Moerani Bouzige (* 13. Juli 1999 in Gold Coast, Queensland) ist ein australischer Tennisspieler.

## Karriere
Bouzige spielte bis 2017 auf der ITF Junior Tour. Dort konnte er mit Rang 76 seine höchste Notierung in der Jugend-Rangliste erreichen. 2016 und 2017 nahm er an den Australian Open der Junioren teil und konnte 2017 im Doppel das Viertelfinale erreichen.
Bei den Profis spielte Bouzige ab 2018 häufiger und meistens auf der drittklassigen ITF Future Tour im Einzel, während er im Doppel kaum antrat. 2021 hatte er erstmals Erfolg und schaffte bei drei Turnieren der drittklassigen ITF Future Tour den Sprung ins Endspiel, wovon er zwei gewinnen konnte. In Bendigo spielte er sein erstes Match auf der ATP Challenger Tour. Kurz darauf bekam Bouzige auch eine Wildcard für das Turnier in Sydney im Doppelwettbewerb. Bei seinem Debüt auf der ATP Tour spielte er mit Matthew Romios. Sie verloren ihr Auftaktmatch. Im Doppel wurde er noch nicht in der Weltrangliste geführt, während er im Einzel aktuell mit Rang 683 auf seinem Karrierehoch steht.